# منتخب جزر كوك لكرة قدم الصالات
منتخب جزر كوك لكرة قدم الصالات (بالإنجليزية: Cook Islands national futsal team)‏ هو ممثل جزر كوك الرسمي في المنافسات الدولية في كرة الصالات، وكرة القدم 
.